# Lijst van brutoformules C18
Dit lemma is een onderdeel van de lijst van brutoformules met 18 koolstofatomen.

## C18H0
| Brutoformule                      | Naam |
| --------------------------------- | --- |
| {\displaystyle {\ce {C18Fe7N18}}} | Pruisisch blauw ~ Formule: {\displaystyle {\ce {Fe4[Fe(CN)6]3}}} ~ IUPAC: IJzer(III)hexacyanoferrat(II) |
| {\displaystyle {\ce {C18O12}}}    | Hexameer van koolstofsuboxide ~ als Koolstofoxide Kopje Polymere koolstofoxides                         |
| {\displaystyle {\ce {C18S9}}}     | ~ homoloog van sulflower                                                                                |

## C18H8
| Brutoformule                      | Naam        |
| --------------------------------- | ----------- |
| {\displaystyle {\ce {C16H8O2S2}}} | Thio-indigo |

## C18H9
| Brutoformule                          | Naam |
| ------------------------------------- | --- |
| {\displaystyle {\ce {C18H9NNa2O8S2}}} | Chinolinegeel ~ Ook wel: "Acid Yellow 3", chinoftalon, CI47005, E104, "FD&C Yellow 10", "Food Yellow 13", Quinoline Yellow |

## C18H10
| Brutoformule                   | Naam                   |
| ------------------------------ | ---------------------- |
| {\displaystyle {\ce {C18H10}}} | Benzo[ghi]fluorantheen |

## C18H12
| Brutoformule                           | Naam                                                                        |
| -------------------------------------- | --------------------------------------------------------------------------- |
| {\displaystyle {\ce {C18H12}}}         | Benzo(a)antraceen                                                           |
| {\displaystyle {\ce {C18H12}}}         | Benzo(c)fenantreen                                                          |
| {\displaystyle {\ce {C18H12}}}         | Chryseen                                                                    |
| {\displaystyle {\ce {C18H12}}}         | Tetraceen ~ als Aceen                                                       |
| {\displaystyle {\ce {C18H12}}}         | Trifenyleen                                                                 |
| {\displaystyle {\ce {C18H12Cl2F3N3O}}} | Bixafen                                                                     |
| {\displaystyle {\ce {C18H12Cl2N2O}}}   | Boscalid                                                                    |
| {\displaystyle {\ce {C18H12FN3O3}}}    | Flunitrazepam                                                               |
| {\displaystyle {\ce {C18H12N2O2}}}     | Koper-8-chinolaat ~ Formule: {\displaystyle {\ce {Cu(C9H6NO)2}}}            |
| {\displaystyle {\ce {C18H12N5O6}}}     | DPPH ~ IUPAC: 2,2-Difenyl-1-picrylhydrazyl ~ inhibitie van radicaalreacties |
| {\displaystyle {\ce {C18H12O6}}}       | Sterigmatocystine                                                           |

## C18H13
| Brutoformule                            | Naam      |
| --------------------------------------- | --------- |
| {\displaystyle {\ce {C18H13ClFN3}}}     | Midazolam |
| {\displaystyle {\ce {C18H13N3Na2O8S2}}} | Rood 2G   |

## C18H14
| Brutoformule                            | Naam                                                                  |
| --------------------------------------- | --------------------------------------------------------------------- |
| {\displaystyle {\ce {C18H14}}}          | 1,2-Difenylbenzeen ~ als Terfenyl                                     |
| {\displaystyle {\ce {C18H14}}}          | 1,3-Difenylbenzeen ~ als Terfenyl                                     |
| {\displaystyle {\ce {C18H14}}}          | 1,4-Difenylbenzeen ~ als Terfenyl                                     |
| {\displaystyle {\ce {C18H14BrCl2N5O2}}} | Chlorantraniliprole                                                   |
| {\displaystyle {\ce {C18H14CaO6}}}      | Carbasalaatcalcium ~ IUPAC: Calciumacetylsalicylaat ~ Merknaam: Ascal |
| {\displaystyle {\ce {C18H14Cl4F3NO3}}}  | Pyridalyl                                                             |
| {\displaystyle {\ce {C18H14Cl4N2O}}}    | Miconazol                                                             |
| {\displaystyle {\ce {C18H14F4N2O4S}}}   | Bicalutamide                                                          |
| {\displaystyle {\ce {C18H14N2Na2O8S2}}} | Allura Rood AC ~ Ook wel: "CI 16035", E129, "Food Red 17"             |
| {\displaystyle {\ce {C18H14N3NaO3S}}}   | Metanilgeel                                                           |
| {\displaystyle {\ce {C18H14N4O5S}}}     | Sulfasalazine                                                         |
| {\displaystyle {\ce {C18H14O}}}         | 2,6-difenylfenol                                                      |
| {\displaystyle {\ce {C18H14O6}}}        | Aflatoxine G1 ~ als aflatoxine                                        |

## C18H15
| Brutoformule                          | Naam                                                                                    |
| ------------------------------------- | --------------------------------------------------------------------------------------- |
| {\displaystyle {\ce {C18H15As}}}      | Trifenylarsine ~ uit arseen(III)chloride                                                |
| {\displaystyle {\ce {C18H15B}}}       | Trifenylboraan                                                                          |
| {\displaystyle {\ce {C18H15ClN2O2S}}} | Etoricoxib                                                                              |
| {\displaystyle {\ce {C18H15Cl3N2O}}}  | Econazol                                                                                |
| {\displaystyle {\ce {C18H15Cl3N2S}}}  | Sulconazol                                                                              |
| {\displaystyle {\ce {C18H15N}}}       | Trifenylamine                                                                           |
| {\displaystyle {\ce {C18H15NaO7}}}    | Natriumusniaat ~ in afslankmiddelen                                                     |
| {\displaystyle {\ce {C18H15O4P}}}     | Trifenylfosfaat ~ Formule: {\displaystyle {\ce {(C6H5O)3PO}}} ~ als Triarylfosfaatester |
| {\displaystyle {\ce {C18H15P}}}       | Trifenylfosfine ~ als lewisbase met ijzer(III)chloride                                  |
| {\displaystyle {\ce {C18H15OP}}}      | Trifenylfosfineoxide                                                                    |
| {\displaystyle {\ce {C18H15O3P}}}     | Trifenylfosfiet                                                                         |
| {\displaystyle {\ce {C18H15Sb}}}      | Trifenylstibaan Formule: {\displaystyle {\ce {(C6H5)3Sb}}} ~ Ook wel: Trifenylstibine   |

## C18H16
| Brutoformule                       | Naam                          |
| ---------------------------------- | ----------------------------- |
| {\displaystyle {\ce {C18H16N4O4}}} | Lugdunaam                     |
| {\displaystyle {\ce {C18H16O3}}}   | Fenprocoumon                  |
| {\displaystyle {\ce {C18H16O7}}}   | Usninezuur                    |
| {\displaystyle {\ce {C18H16OSi}}}  | Trifenylsilanol ~ als Silanol |

## C18H17
| Brutoformule                      | Naam      |
| --------------------------------- | --------- |
| {\displaystyle {\ce {C18H17NO5}}} | Tranilast |

## C18H18
| Brutoformule                          | Naam |
| ------------------------------------- | --- |
| {\displaystyle {\ce {C18H18}}}        | Cyclo-octadecanonaeen                                                                                       |
| {\displaystyle {\ce {C18H18}}}        | 1,6-Difenylhexatrieen                                                                                       |
| {\displaystyle {\ce {C18H18As3N3O3}}} | Arsfenamine                                                                                                 |
| {\displaystyle {\ce {C18H18B2BaN12}}} | Barium(II) hydro-tri(1-pyrazolyl)boraat {\displaystyle {\ce {Ba[BH(C3H3N2)3]2}}} ~ in synthese Bariumboraat |
| {\displaystyle {\ce {C18H18ClNS}}}    | Chloorprotixeen                                                                                             |
| {\displaystyle {\ce {C18H18O5}}}      | Di-ethyleenglycoldibenzoaat                                                                                 |
| {\displaystyle {\ce {C18H18O6}}}      | Diapocynine                                                                                                 |
| {\displaystyle {\ce {C18H18O6}}}      | Sterigmatocystine                                                                                           |
| {\displaystyle {\ce {C18H18F3NO4}}}   | Etofenamaat                                                                                                 |
| {\displaystyle {\ce {C18H18N4O6S4}}}  | ABTS ~ IUPAC: 2,2'-azino-bis(3-ethylbenzothiazoline-6-sulfonzuur)                                           |
| {\displaystyle {\ce {C18H18N8O7S3}}}  | Ceftriaxon                                                                                                  |

## C18H19
| Brutoformule                        | Naam            |
| ----------------------------------- | --------------- |
| {\displaystyle {\ce {C18H19F3N2S}}} | Triflupromazine |
| {\displaystyle {\ce {C18H19ClN4}}}  | Clozapine       |
| {\displaystyle {\ce {C18H19N3O}}}   | Ondansetron     |
| {\displaystyle {\ce {C18H19NOS}}}   | Duloxetine      |

## C18H20
| Brutoformule                        | Naam                                           |
| ----------------------------------- | ---------------------------------------------- |
| {\displaystyle {\ce {C18H20ClNO5}}} | Pyriofenon                                     |
| {\displaystyle {\ce {C18H20O2}}}    | Bisfenol Z 1,1-Bis(4-hydroxyfenyl)-cyclohexaan |
| {\displaystyle {\ce {C18H20O2}}}    | Di-ethylstilbestrol                            |
| {\displaystyle {\ce {C18H20FN3O4}}} | Ofloxacine                                     |

## C18H21
| Brutoformule                          | Naam            |
| ------------------------------------- | --------------- |
| {\displaystyle {\ce {C18H21CaN2O6S}}} | Litholrubine BK |
| {\displaystyle {\ce {C18H21NO3}}}     | Codeïne         |
| {\displaystyle {\ce {C18H21NO3}}}     | Hydrocodon      |
| {\displaystyle {\ce {C18H21NO4}}}     | Oxycodon        |
| {\displaystyle {\ce {C18H21N3O3S}}}   | Rabeprazol      |

## C18H22
| Brutoformule                        | Naam               |
| ----------------------------------- | ------------------ |
| {\displaystyle {\ce {C18H22ClNO3}}} | Cloquintocet-mexyl |
| {\displaystyle {\ce {C18H22N2O2}}}  | Carazolol          |
| {\displaystyle {\ce {C18H22N2O2}}}  | Praziquantel       |
| {\displaystyle {\ce {C18H22O2}}}    | Oestron            |
| {\displaystyle {\ce {C18H22O2}}}    | Dicumylperoxide    |
| {\displaystyle {\ce {C18H22O5}}}    | Zearalenon         |

## C18H23
| Brutoformule                      | Naam           |
| --------------------------------- | -------------- |
| {\displaystyle {\ce {C18H23NO3}}} | Dihydrocodeïne |

## C18H24
| Brutoformule                        | Naam               |
| ----------------------------------- | ------------------ |
| {\displaystyle {\ce {C18H24ClN3O}}} | Hydroxychloroquine |
| {\displaystyle {\ce {C18H24ClN3O}}} | Ipconazool         |
| {\displaystyle {\ce {C18H24ClN3O}}} | Tebufenpyrad       |
| {\displaystyle {\ce {C18H24FN3O}}}  | Penflufen          |
| {\displaystyle {\ce {C18H24N2O4}}}  | Isoxaben           |
| {\displaystyle {\ce {C18H24N2O6}}}  | Dinocap            |
| {\displaystyle {\ce {C18H24O2}}}    | Oestradiol         |
| {\displaystyle {\ce {C18H24O3}}}    | Oestriol           |

## C18H25
| Brutoformule                     | Naam            |
| -------------------------------- | --------------- |
| {\displaystyle {\ce {C18H25NO}}} | Dextromethorfan |

## C18H26
| Brutoformule                        | Naam                                     |
| ----------------------------------- | ---------------------------------------- |
| {\displaystyle {\ce {C18H26ClN3}}}  | Chloroquine                              |
| {\displaystyle {\ce {C18H26N2O12}}} | Nicotinebitartraat                       |
| {\displaystyle {\ce {C18H26O}}}     | 6-Acetyl-1,1,2,4,4,7-hexamethyltetraline |
| {\displaystyle {\ce {C18H26O}}}     | 6-Acetyl-1,1,2,4,4,7-hexamethyltetraline |
| {\displaystyle {\ce {C18H26O2}}}    | Cinmethylin                              |
| {\displaystyle {\ce {C18H26O2}}}    | Nandrolon                                |
| {\displaystyle {\ce {C18H26O3}}}    | Octylmethoxycinnamaat                    |

## C18H27
| Brutoformule                      | Naam       |
| --------------------------------- | ---------- |
| {\displaystyle {\ce {C18H27NO3}}} | Capsaïcine |

## C18H28
| Brutoformule                     | Naam                                          |
| -------------------------------- | --------------------------------------------- |
| {\displaystyle {\ce {C18H28N2}}} | N,N-Dibutyltryptamine ~ als tryptaminedrivaat |
| {\displaystyle {\ce {C18H28P2}}} | Me-DuPhos                                     |

## C18H29
| Brutoformule                        | Naam                                                                                                |
| ----------------------------------- | --------------------------------------------------------------------------------------------------- |
| {\displaystyle {\ce {C18H29NaO3S}}} | Natriumdodecylbenzeensulfonaat, Natrium 4-(dodec-4-yl)-benzeensulfonaat ~ als Alkylbenzeensulfonaat |
| {\displaystyle {\ce {C18H29NaO3S}}} | Natrium 4-(2,4,6,7-tetramethyloctan-4-yl)-benzeensulfonaat ~ als Alkylbenzeensulfonaat              |

## C18H30
| Brutoformule                      | Naam                                                                            |
| --------------------------------- | ------------------------------------------------------------------------------- |
| {\displaystyle {\ce {C18H30}}}    | Dodecylbenzeen                                                                  |
| {\displaystyle {\ce {C18H30O2}}}  | Alfalinoleenzuur                                                                |
| {\displaystyle {\ce {C18H30O2}}}  | Gammalinoleenzuur                                                               |
| {\displaystyle {\ce {C18H30O3S}}} | 4-(dodec-4-yl)-benzeensulfonzuur ~ als Alkylbenzeensulfonaat                    |
| {\displaystyle {\ce {C18H30O3S}}} | 4-(2,4,6,7-tetramethyloctan-4-yl)-benzeensulfonzuur ~ als Alkylbenzeensulfonaat |

## C18H31
| Brutoformule                         | Naam         |
| ------------------------------------ | ------------ |
| {\displaystyle {\ce {C18H31B}}}      | Alpineboraan |
| {\displaystyle {\ce {C18H31GdN4O9}}} | Gadobutrol   |
| {\displaystyle {\ce {C18H31NO4}}}    | Bisoprolol   |

## C18H32
| Brutoformule                          | Naam                                                                          |
| ------------------------------------- | ----------------------------------------------------------------------------- |
| {\displaystyle {\ce {C18H32CaN2O10}}} | Calciumpantothenaat ~ als pantotheenzuurderivaat                              |
| {\displaystyle {\ce {C18H32O}}}       | Octadecatrienol ~ als Vetalcohol                                              |
| {\displaystyle {\ce {C18H32O2}}}      | Chaulmoograzuur                                                               |
| {\displaystyle {\ce {C18H32O2}}}      | Linolzuur Octa-Z9,Z12-dieenzuur ~ in hennep, lijnzaadolie                     |
| {\displaystyle {\ce {C18H32O2}}}      | Octa-Z9,E11-dieenzuur ~ als Geconjugeerd linolzuur                            |
| {\displaystyle {\ce {C18H32O2}}}      | Octa-E10,Z12-dieenzuur ~ als Geconjugeerd linolzuur                           |
| {\displaystyle {\ce {C18H32O2}}}      | Rumenzuur ~ IUPAC: (9Z,11E)-octadeca-9,11-dieenzuur ~ in hennep, lijnzaadolie |
| {\displaystyle {\ce {C18H32O7}}}      | Tributylcitraat                                                               |
| {\displaystyle {\ce {C18H32O16}}}     | Maltotriose                                                                   |
| {\displaystyle {\ce {C18H32O16}}}     | Raffinose                                                                     |

## C18H33
| Brutoformule                          | Naam |
| ------------------------------------- | --- |
| {\displaystyle {\ce {C18H33ClN2O5S}}} | Clindamycine |
| {\displaystyle {\ce {C18H34O2}}}      | Elaïdinezuur ~ Formule: {\displaystyle {\ce {CH3(CH2)7CH=CH(CH2)7COOH}}} ~ IUPAC: E-9-octadeceenzuur ~ Ook wel: C18:1trans 9, trans-9-octadeceenzuur |

## C18H34
| Brutoformule                      | Naam |
| --------------------------------- | --- |
| {\displaystyle {\ce {C18H34O2}}}  | Elaïdinezuur |
| {\displaystyle {\ce {C18H34O2}}}  | Oliezuur ~ Formule: {\displaystyle {\ce {CH3(CH2)7CH=CH(CH2)7COOH}}} ~ IUPAC: Z-octadec-9-eenzuur ~ Ook wel: C18:1cis 9, cis-9-octadeceenzuur ~ in lijnzaadolie |
| {\displaystyle {\ce {C18H34O2}}}  | Vacceenzuur ~ Formule: {\displaystyle {\ce {CH3(CH2)9CH=CH(CH2)5COOH}}} ~ IUPAC: E-11-octadeceenzuur ~ Ook wel: C18:1trans 11, trans-9-octadeceenzuur           |
| {\displaystyle {\ce {C18H34O3}}}  | Ricinolzuur |
| {\displaystyle {\ce {C18H34O4}}}  | Dibutylsebacaat |
| {\displaystyle {\ce {C18H34OSn}}} | Cyhexatin ~ als afbraakproduct van azocyclotin |

## C18H35
| Brutoformule                       | Naam                           |
| ---------------------------------- | ------------------------------ |
| {\displaystyle {\ce {C18H35KO2}}}  | Kaliumstearaat ~ als stearaat  |
| {\displaystyle {\ce {C18H35NO}}}   | Dodemorf                       |
| {\displaystyle {\ce {C18H35NO2}}}  | Spiroxamine                    |
| {\displaystyle {\ce {C18H35NaO2}}} | Natriumstearaat ~ als stearaat |

## C18H36
| Brutoformule                     | Naam                                                                             |
| -------------------------------- | -------------------------------------------------------------------------------- |
| {\displaystyle {\ce {C18H36O}}}  | Z-Octadec-9-en-1-ol ~ als Vetalcohol                                             |
| {\displaystyle {\ce {C18H36O}}}  | E-Octadec-9-en-1-ol ~ als Vetalcohol                                             |
| {\displaystyle {\ce {C18H36O}}}  | Z-Octadec-11-en-1-ol ~ als Vetalcohol                                            |
| {\displaystyle {\ce {C18H36O2}}} | Stearinezuur ~ Ook wel: octadecaanzuur ~ in lijnzaadolie ~ als verzadigd vetzuur |
| {\displaystyle {\ce {C18H36O6}}} | 18-Kroon-6 ~ als kroonether                                                      |
| {\displaystyle {\ce {C18H36O6}}} | Laurylglycoside                                                                  |

## C18H37
| Brutoformule                       | Naam                  |
| ---------------------------------- | --------------------- |
| {\displaystyle {\ce {C18H37NO2}}}  | Palmitoylethanolamide |
| {\displaystyle {\ce {C18H37NO2}}}  | Sfingosine            |
| {\displaystyle {\ce {C18H37N5O9}}} | Tobramycine           |

## C18H38
| Brutoformule                    | Naam                                                   |
| ------------------------------- | ------------------------------------------------------ |
| {\displaystyle {\ce {C18H38O}}} | Octadecanol ~ Ook wel: Stearylalcohol ~ als Vetalcohol |